# Pegarinhos
Pegarinhos es una freguesia portuguesa del concelho de Alijó, con 20,13 km² de área y 575 habitantes (2001). Densidad de población: 28,6 hab/km².